# Pawlinów
Pawlinów (biał. Паўлінава; ros. Павлиново) – wieś na Białorusi, w obwodzie brzeskim, w rejonie pińskim, w sielsowiecie Łyszcze.
W dwudziestoleciu międzywojennym miejscowość leżał w Polsce, w województwie poleskim, w powiecie pińskim, w gminie Łohiszyn. Po II wojnie światowej w granicach Związku Sowieckiego. Od 1991 w niepodległej Białorusi.